# Nudiantennarius subteres
Nudiantennarius subteres ist eine Fischart aus der Familie der Anglerfische. Sie war lange Zeit nur durch vier Exemplare bekannt, die über schlammigen Meeresböden in Tiefen von 64 bis 90 Metern vor der Westküste der Philippineninsel Luzon und der Molukkeninsel Ambon (Indonesien) gefangen wurden. Im Jahr 2017 stellte sich heraus, dass es sich bei dem vielen Tauchern aus der Lembeh-Straße nordöstlich von Sulawesi bekannten „Lembeh Frogfish“, den man ursprünglich für eine bisher unbeschriebene Anglerfischart hielt, um Nudiantennarius subteres handelt. Die Art wurde 1912 durch Hugh McCormick Smith und Lewis Radcliffe als Antennarius subteres beschrieben und 1957 von Leonard P. Schultz in die monotypische Gattung Nudiantennarius gestellt.

## Aussehen
Die vier zuerst bekannten Exemplare von Nudiantennarius subteres sind zwischen 1,70 und 6,40 cm lang. Sie besitzen den für Anglerfische typischen gedrungenen, seitlich abgeflachten Körper. Die Haut ist mit sehr kleinen, gegabelten Stacheln bedeckt, die auch den zweiten und dritten Rückenflossenstachel bedecken, auf dem größten Teil des Körpers aber nur mit dem Mikroskop wahrzunehmen sind. Die Flossenmembranen zwischen den Strahlen der paarigen Flossen sind tief eingeschnitten. Alle Brust- und Bauchflossenstrahlen sind einfach, alle Afterflossenstrahlen und die zwei bis drei hinteren Rückenflossenstrahlen zweigeteilt, bei der Schwanzflosse sind die äußeren einfach und die inneren sieben zweigeteilt. Das Illicium (die „Angel“) ist kurz, ohne Stacheln und erreicht nur die Hälfte der Länge des zweiten Rückenflossenstrahls. Die Esca (der „Köder“) ist als runder, gefalteter Kumpen deutlich ausgeprägt. Der zweiten Rückenflossenstrahl ist ungewöhnlich lang und schmal und trägt am Ende keine Flossenmembran. Eine Pseudobranchie fehlt. Das Mesopterygoid, ein Knochen zwischen Pterygoid (Flügelbein) und Metapterygoid, der auch Teil der Orbita ist, und eine Epurale, ein länglicher, freistehender Knochen im Schwanzflossenskelett, sind dagegen vorhanden. Konservierte Exemplare sind hellbraun und zeigen eine dunkelbraune Marmorzeichnung auf der Oberseite von Kopf und Rumpf. Die in der Lembeh-Straße fotografierten Tiere sind dunkel, schwärzlich, bräunlich oder bläulich können jedoch auch heller sein und sind dann in der Regel rötlich bis orange gefärbt. Im hinteren Bereich der Rückenflosse zeigen sie einen Augenfleck.
- Flossenformel: Dorsale 12, Anale 7, Pectorale 9.
- Wirbel: 19.

Sowohl morphologische als auch molekularbiologische Untersuchungen zeigen, dass Nudiantennarius subteres nah mit dem Sargassofisch (Histrio histrio) verwandt ist.

## Lebensweise
In der Lembeh-Straße, bei Bali und bei der philippinischen Insel Negros kommt Nudiantennarius subteres in Tiefen von 3 bis 30 Metern vor. Dunkel gefärbte Exemplare leben für gewöhnlich auf sandigen oder schlammigen Böden, zwischen Weichkorallen, Gorgonien und Schwämmen, sowie fädigen und blattförmigen Algen aber auch zwischen Müll und Abfall. Hellere Tiere mit auffälligeren Farben werden vor allem zwischen kleinen Schwämmen mit ähnlichen Farben gesehen. Nudiantennarius subteres durchläuft ein pelagisches Larvenstadium, bevor er zum ausgewachsenen Fisch wird.

## Belege
1. 1 2 3 4 5  Theodore W. Pietsch und R. A. Arnold (2017): The “Lembeh Frogfish” Identified: Redescription of Nudiantennarius subteres (Smith and Radcliffe, in Radcliffe, 1912) (Teleostei: Lophiiformes: Antennariidae). Copeia 105 (4): 659-665. doi: 10.1643/CI-17-651
2. 1 2  Theodore W. Pietsch und D.B. Grobecker: Frogfishes of the World: Systematics, Zoogeography, and Behavioral Ecology. Stanford University Press, ISBN 0-8047-1263-8 Google Books.
3. 1 2  Nudiantennarius subteres auf Fishbase.org (englisch)